# Порядок реакції
Поря́док реа́кції — це сума показників степенів біля концентрації усіх реагентів у рівнянні закону діючих мас.
Наприклад, для виразу швидкості реакції
v = k · [A]a[B]b (k — константа швидкості реакції)
порядком реакції буде сума a + b. Окремі степені є порядками по відповідних реагентах. Наприклад, показник b є порядком реакції по реагенту B.
Для простої, гомогенної реакції порядок збігається із загальної кількістю часток, що беруть у ній участь. А для складних, багатостадійних реакцій значення порядку на основі стехіометричного рівняння розрахувати неможливо, оскільки його значення залежить від кількості стадій, механізму і молекулярності реакцій, типів перетворень реагентів та інших факторів. В таких випадках значення порядку встановлюється експериментально: у логарифмічному вигляді розраховують порядки по кожному реагенту і знаходять їхню суму. Наприклад, для знаходження порядку по реагенту A рівняння швидкості реакції представляють у вигляді:
lg v = lg k + a·lg [A] + b·lg [B]
Змінюючи швидкість реакції варіюванням концентрації A за сталого значення концентрації B, будують лінійний графік у координатах lg k — lg [A], де тангенс нахилу лінії відповідатиме порядку по A.
Порядок реакції може набувати цілих, дробових і від'ємних значень, або ж дорівнювати нулю. Реакції, порядок яких дорівнює 1, 2 і далі, називають відповідно реакціями першого, другого і вище порядку. Порядок реакції суттєво впливає на залежність швидкості хімічної реакції від концентрації реагентів.